# Ramires
Ramires era una freguesia portuguesa del municipio de Cinfães, distrito de Viseu.

## Historia
Ramires perteneció al municipio de Ferreiros de Tendais hasta la extinción de este en 1855, pasando entonces al de Cinfães. 
Fue suprimida el 28 de enero de 2013, en aplicación de una resolución de la Asamblea de la República portuguesa promulgada el 16 de enero de 2013 al unirse con las freguesias de Alhões, Bustelo y Gralheira, formando la nueva freguesia de Alhões, Bustelo, Gralheira e Ramires.